# کاستلتو مونفراتو
کاستلتو مونفراتو (به ایتالیایی: Castelletto Monferrato) یک کومونه در ایتالیا است که در استان آلساندریا واقع شده‌است.

## خصوصیات
کاستلتو مونفراتو ۹٫۴ کیلومترمربع مساحت و ۱٬۵۱۱ نفر جمعیت دارد و ۱۹۷ متر بالاتر از سطح دریا واقع شده‌است.